# Classement FICP 1984
Navigation
Édition suivante
Le classement FICP 1984 est le classement établi par la Fédération internationale du cyclisme professionnel (FICP) et le magazine Vélo pour désigner le meilleur cycliste sur route professionnel de la saison 1984. L'Irlandais Sean Kelly remporte la première édition de ce classement en 1984.

## Classement
| Classement | Coureur          | Points |
| ---------- | ---------------- | ------ |
| 1          | Sean Kelly       | 940,50 |
| 2          | Giuseppe Saronni | 856,75 |
| 3          | Bernard Hinault  | 591,50 |
| 4          | Phil Anderson    | 583,50 |
| 5          | Stephen Roche    | 564    |